# اوپپارو
اوپپارو (به لاتین: Upparu) یک منطقهٔ مسکونی در سری‌لانکا است که در استان شمالی (سری‌لانکا) واقع شده‌است.